# URAS-Gasdetektor
URAS steht für Ultrarot-Absorptions-Schreiber. Es handelt sich um eine Methode der nichtdispersiven Infrarotspektroskopie (NDIR), mit der molekulare Gase detektiert werden. Der Detektor arbeitet akustooptisch (optopneumatisch) mit Hilfe einer Gas-Detektorzelle mit Mikrofon. Sie enthält das Gas, das in der Probenzelle gesucht und quantitativ bestimmt werden soll. Der Detektor reagiert daher hoch selektiv nur auf (modulierte) Infrarot- (IR-) Strahlung, die von genau diesem Gas absorbiert wird.

## Messprinzip

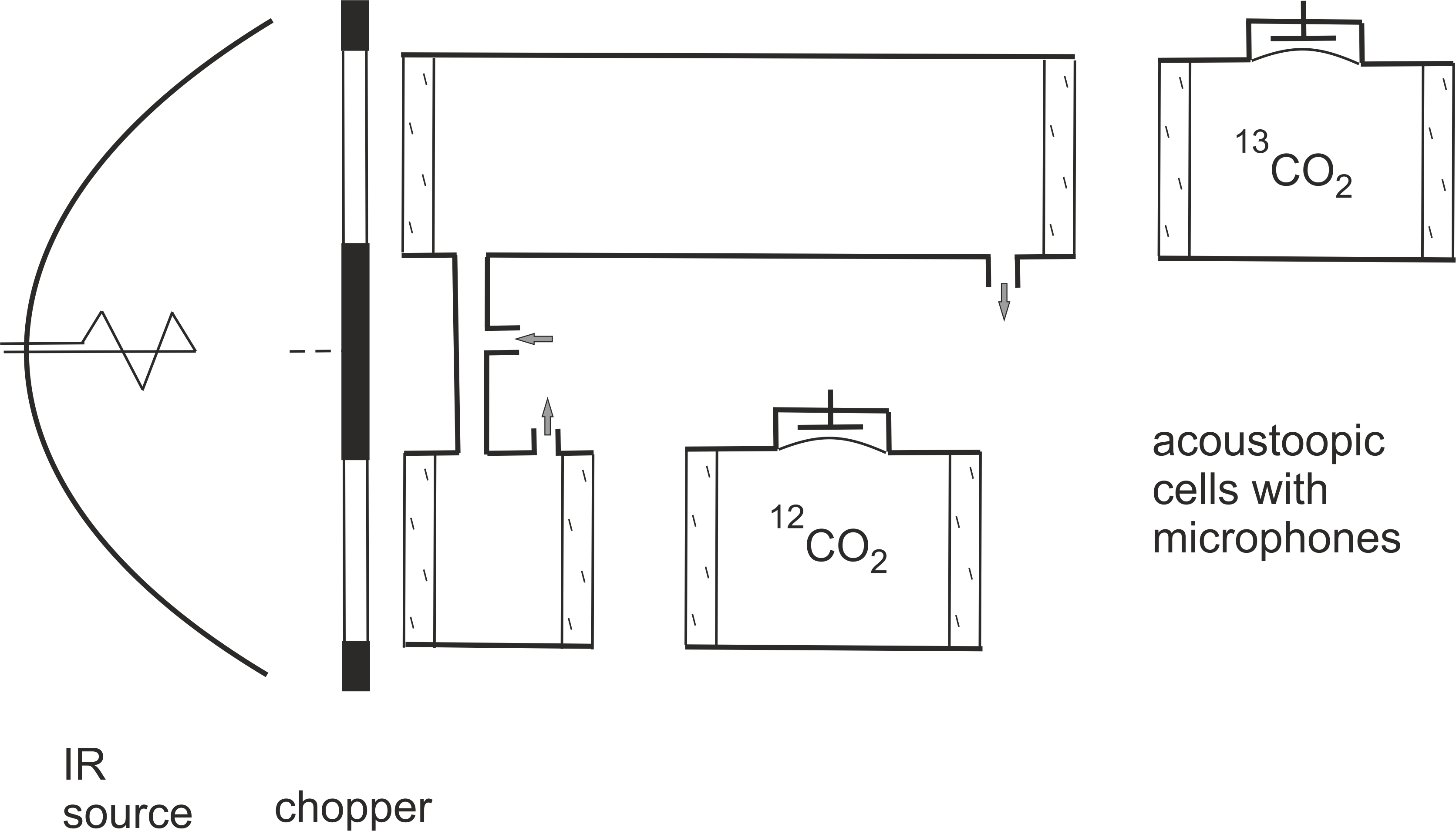
Gasanalysator auf Basis von nicht-dispersiver IR- (NDIR-) Spektroskopie (URAS). Die akustooptischen (optopneumatischen) Detektorzellen haben Kondensatormikrofone und sind mit den zu detektierenden Gasen gefüllt. Das Beispiel ist geeignet für den 13C-Atemtest. Die Pfeile zeigen Proben-Ein- und Auslässe. Die Mikrofonsignale werden gekoppelt mit Zerhackerfrequenz und -phase verstärkt.

Ein typischer URAS-Gasdetektor enthält eine Schwarzkörper-IR-Lichtquelle (einen mit einem Glühdraht beheizten Keramikkörper), ein Zerhackerrad (Frequenz z. B. 13 Hz), eine Probenzelle und eine Detektorzelle. Letztere enthält das Gas, das gesucht wird, außerdem eine Membran, die Teil eines Kondensatormikrofons ist. Wird diese Zelle von modulierter IR-Strahlung erreicht, die von diesem Gas absorbiert wird, registriert das Mikrofon mit einem phasenempfindlichen (Lock-in-)Verstärker die zugehörige Ausdehnung. Die Detektorzelle kann akustisch resonant mit der Zerhackerfrequenz gestaltet werden.
Varianten des URAS-Gasdetektors benutzen (anders als im Bild) zusätzlich einen Vergleichsstrahlengang mit einer leeren Zelle statt der Probenzelle und dem Mikrofon zwischen den beiden Detektorzellen, so dass die Druckdifferenz detektiert wird.
Andere Varianten haben für jedes Gas eine getrennte IR-Lichtquelle (Beispiele in).
Die meisten Geräte auf dem Markt messen mehrere Gase gleichzeitig. Das kann in getrennten Strahlengängen geschehen (wie im Bild). Wenn aber das Probengas mehrere Komponenten mit vergleichbar starker Absorption enthält, braucht man nicht mehrere Probenzellen (mit unterschiedlichen Längen), sondern nur einen Strahlengang, in dem die Detektorzellen mit den verschiedenen Gasen hintereinander angeordnet sind. Beispiele finden sich in einer Information von ABB und in zwei Patenten und in dem Buch von Wiegleb. Hinter einander geschaltete Detektorzellen können auch dasselbe Gas enthalten, die zuerst durchstrahlte mit niedriger Konzentration, die zweite mit erheblich höherer. Dadurch wird der Messbereich erweitert: Niedrige Konzentrationen in der Probenzelle werden in der ersten Messzelle registriert; hohe Konzentrationen, bei denen die intensivsten Absorptionen schon in Sättigung sind, werden über die schwachen Ausläufer der Absorptionsbanden in der zweiten Detektorzelle gemessen.
Für genaue Ergebnisse sehen die Geräte eine Kalibrierung vor. Dafür wird eine kleine Zelle mit genau bekanntem Druck des Gases in den Strahlengang zwischen Proben- und Detektorzelle geschoben. Für genaue Ergebnisse braucht man auch eine Temperaturstabilisierung auf ± 0,1 K.
Das Bild zeigt eine Variante, wie sie für den 13C-Harnstoff-Atemtest verwendet wird. Ein Bild für ein Gerät (""Uras 26") eines großen Herstellers (ABB Automation, früher Hartmann und Braun) zeigt eine Variante zur Messung mehrerer Gase. Sie hat zwei Strahlengänge, jeweils auch mit Vergleichskanal, mit zugehörigen Detektorzellen, wobei in jedem Strahlengang auch zwei Detektorzellen hinter einander geschaltet sind. Außerdem sind die Kalibrierzellen gezeigt.
Besonders hohe Gasselektivität bietet die Methode bei niedrigmolekulaten Verbindungen, die im IR gut aufgelöste Rotations-Schwingungs-Banden zeigen. Solche Gase sind CO2, CO, Stickoxide (N2O, NO, NO2), CH4 und andere niedrige Kohlenwasserstoffe, COS und viele weitere. Auch isotopensubstitutierte Verbindungen können unterschieden und quantitativ bestimmt werden, wie das Beispiel des 13C-Atemtests zeigt. Da die Fenster der Zellen mit dem Metallgehäuse verlötet sind, eignen sich auch korrosive Gase wie SO2, O3, HCN, COCl2 und andere. Der Empfindlichkeitsbereich erstreckt sich je nach Länge der Messstrecke vom Konzentrationsbereich um 100 ppb (10−5 %) bis zu 100 %. Bei Gasen wie H2O oder NH3, die zu Adsorption eigen, muss man dafür sorgen, dass man weit von Sättigungsdampfdruck entfernt arbeitet.
Die Methode wird aber auch benutzt zum Beispiel in Raffinerien zur Unterscheidung höherer Kohlenwasserstoffe, wo die Rotations-Schwingungs-Struktur nicht aufgelöst ist und die Gasselektivität deshalb weniger gut ist.
Es gibt auch Gase wie SO2, NO oder NO2, die mit Wellenlängen im UV oder Sichtbaren mit einem analogen Messprinzip (NDUV statt NDIR) gemessen werden können.

## Anwendungen
Prozesssteuerung in der chemischen Industrie, Arbeitsplatzüberwachung, Narkoseüberwachung, Tunnel, Bergwerke, Abgase bei Verbrennungsprozessen (Autos, Kraftwerke), 13C-Atemtest, Klimagase oder ozonschädliche Gase in der Atmosphäre usw.
Berühmt ist die Anwendung zur kontinuierlichen Messung des CO2-Gehalts der Atmosphäre (Keeling-Kurve). Ab 1957 bestimmte C. D. Keeling unter anderem auf dem Mauna Loa, Hawaii, das CO2 zunächst nasschemisch (Ausfrieren des CO2, dann dessen Bestimmung mit einem selbst entwickelten Präzisionsmanometer). Ab 1958 verwendete er NDIR-Geräte von Applied Physics Corporation, Kalifornien, die ähnlich aufgebaut sind wie URAS. Seit 1964 wurden dann auch URAS-Geräte von Hartmann und Braun eingesetzt. Der 13C-Gehalt wird aber nach wie vor massenspektrometrisch bestimmt.

## Geschichte
E. Lehrer und K. F. Luft entwickelten URAS-Detektoren bei BASF ab 1938. Sie wurden dort zuerst zur Messung von Spuren von CO in H2 bei der Ammoniaksynthese verwendet, dann auch zur Überwachung einer Vielzahl anderer chemischer Prozesse. Sie verbreiteten sich auch außerhalb der Firma ab etwa 1943, das heißt, schon vor der kommerziellen Verfügbarkeit von dispersiven IR-Spektrometern. Nach Kriegsende wurden die Geräte von Perkin-Elmer und Beckman (USA) und anderen nachgebaut. Ab 1952 baute Hartmann und Braun (jetzt ABB Automation), Frankfurt, die Geräte in Lizenz und entwickelte sie weiter. Die Frühzeit und spätere Weiterentwicklungen von Uras sind ausführlich dargestellt in dem Buch von Wiegleb, in dem auch andere nicht dispersive Gassensoren verglichen werden. (Nach den vielfachen Weiterentwicklungen schreibt man heute „Uras“ statt „URAS“.) Bis etwa 1990 galten „nicht dispersiver IR-Sensor“ und „Uras“ als Synonyme. Um 1999 waren bei BASF noch etwa 140 dieser Geräte im Einsatz, nach einem Maximum von 850.
Unabhängig und etwa gleichzeitig entwickelten auch Veingerov in der Sowjetunion und Pfund in den USA ähnliche Geräte.